# هارولد ريدلي (طبيب عيون)
كان السير نيكولاس هارولد لويد ريدلي   (10 يوليو 1906 - 25 مايو 2001) طبيب عيون إنجليزيا اخترع عدسة باطن العين وكان رائدًا في جراحة العدسات داخل مقلة العين لمرضى الساد "إعتام عدسة العين".   

## النشأة
ولد نيكولاس هارولد لويد ريدلي في كيبورث هاركورت، ليسيسترشاير، ابن نيكولاس تشارلز ريدلي وزوجته مارغريت (المكناة باسم «باركر»)؛ كان لديه أخ أصغر، اسمه أولدن. كان لدى هارولد تأتأة لكنه كان قادرًا على التحكم فيها إلى حد كبير. عندما كان طفلاً التقى فلورنس نايتنجيل، صديقة أمه المقربة وتربى على يدها. 
تلقى تعليمه في مدرسة تشارترهاوس قبل أن يدرس في كلية بيمبروك ، كامبريدج من عام 1924 إلى عام 1927، وأكمل تدريبه الطبي في عام 1930 في مستشفى سانت توماس. بعد ذلك، عمل كجراح في مستشفى سانت توماس ومورفيلدز للعيون في لندن، وتخصص في طب العيون. في عام 1938، تم تعيين ريدلي جراحًا واستشاريًا عاما في مستشفى مورفيلدز، ثم عُين لاحقًا استشاريًا جراحًا في عام 1946.

## عمليات الساد وعدسات باطن العين
خلال الحرب العالمية الثانية، رأى ريدلي ضحايا من القوات الجوية الملكية يعانون من إصابات في العين، بما في ذلك قائد السرب جوردون «ماوس» كليفر من السرب 601 . لاحظ ريدلي أنه عندما استقرت شظايا من البلاستيك الأكريليكي من مظلات قمرة القيادة في أعينهم، فإن هذا لم يؤدي إلى تحسس التهابي بعكس شظايا الزجاج.
دفعه ذلك إلى اقتراح استخدام العدسات الاصطناعية لعلاج الساد (إعتام عدسة العين). كان لديه عدسة تم تصنيعها باستخدام نفس المادة - اسم العلامة التجارية (Perspex)، من صنع (ICI)- وفي 29 نوفمبر 1949 في مستشفى سانت توماس، حقق ريدلي أول عملية زرع لعدسة داخل العين، لكنه لم يضع عدسة إصطناعية دائمة حتى 8 فبراير 1950.
تم تصنيع العدسة الأولى من قبل شركة راينر حيث تواصل تصنيع وتسويق العدسات الصغيرة داخل العين حتى اليوم.
تم إجراء أول زراعة لعدسة داخل العين في الولايات المتحدة في عام 1952: حين تم زرع عدسة ريدلي-راينر في مستشفى ويلز للعيون في فيلادلفيا.
كان ريدلي رائداً في هذا العلاج في مواجهة معارضة قوية مشتمرة من المجتمع الطبي. لقد عمل بجد للتغلب على المضاعفات الطبية الناتجة عن العملية، وطور أسلوبه في أواخر الستينيات. مع تلميذه بيتر تشويس، وقد حصل في النهاية على دعم عالمي لهذه التقنية. تمت الموافقة أخيرًا على عدسة باطن العين باعتبارها «آمنة وفعالة» وتمت الموافقة عليها للاستخدام في الولايات المتحدة من قبل إدارة الغذاء والدواء في عام 1981. أول عدسات معتمدة من إدارة الغذاء والدواء -من طرازي (Choyce Mark VIII و Choyce Mark IX Anterior Chamber) تم تصنيعها بواسطة شركة راينر 
تعد جراحة إزالة المياه البيضاء وزرع العدسة داخل مقلة العين من أكثر أنواع جراحات العيون شيوعًا.
في عام 1987، جوردون «ماوس» كليفر، الذي ساعدت إصابته في عام 1940 ريدلي على تصور فكرة استخدام عدسة أكريليك داخل العين، خضع لعملية إزالة المياه البيضاء وزرع مثل هذه العدسة لاستعادة بصره.

## الحرب وأبحاث طب العيون
كان ريدلي يعمل في خدمات المستشفيات المدنية في جنوب شرق إنجلترا خلال السنوات الأولى من الحرب العالمية الثانية، عندما رأى الطيارين المصابين من معركة بريطانيا. في منتصف سنوات الحرب التي امتدت إلى نهايتها ، كان يعمل مع RAMC (الفيلق الطبي للجيش الملكي) وتم إرساله في غرب إفريقيا وجنوب شرق آسيا.

### داء كلابية الذنب(عمى النهر)
أثناء وجوده في إفريقيا، قاد ريدلي بحثًا مهمًا  حول داء كلابية الذنب عندما كان متمركزًا في جولد كوست_غانا الآن_ في خدمته الحربية. في عام 1941 أثناء عمله كمسؤول صرف صحي بدوام جزئي في العاصمة أكرا، التقى العميد جي إم فيندلاي الذي حفز اهتمام ريدلي بدراسة عمى النهر، وهو مرض متوطن في أجزاء من البلاد.وليبحث عن مرضى داء كلابية الذنب، غادر ريدلي المدينة الساحلية وسافر براً مع النقيب جون هولدن إلى شمال غرب غانا. عمل في فنسي في حي وا الشرقية في المنطقة الغربية العليا لمدة أسبوعين، حيث قام بفحص المرضى باستخدام مصباح شقي يعمل ببطارية 12 فولت. كان معظم المرضى (90٪) مصابين بداء كلابية الذنب. عشرة في المئة منهم كانوا مكفوفين. كانت الظروف بدائية وسجل ريدلي ملاحظاته حول قاع الشبكية من خلال الرسم بالألوان المائية والتصوير الفوتوغرافي. تم الانتهاء من رسمه للقاع (الذي يطلق عليه أحيانًا «قاع ريدلي» لداء كلابية الذنب) في أكرا عند عودته من فونسي.
«إن الاهتمام الذي وجهه إلى هذا المرض يشكل أحد مساهمات السيد ريدلي الرئيسية. كانت دراسته بعنوان» داء كلابية الذنب العيني«، التي نُشرت في عام 1945 في ملحق للمجلة البريطانية لطب العيون، علامة بارزة.»  

### تأثير سم الأفعى على العين

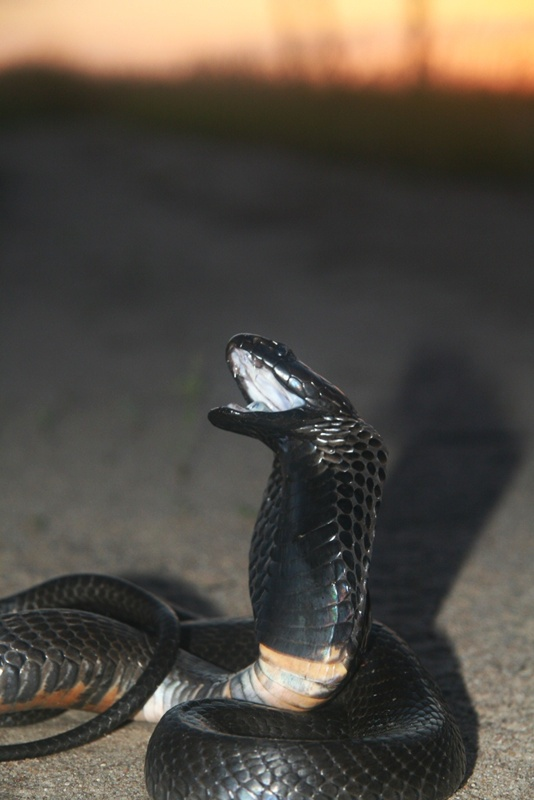
الكوبرا السوداء العنق

باسم الرائد هارولد ريدلي، نشرت في عام 1944 ورقة قصيرة في المجلة البريطانية لطب العيون حول بصق الثعابين وحسابات لتكوين وعمل سم الثعابين بشكل عام. من تجربته الخاصة في جولد كوست، وصف ريدلي سم أفعى العيون لدى عامل يبلغ من العمر 30 عامًا يُدعى جوجي كوماسي الذي كان يقطع العشب عندما رفعت كوبرا سوداء العنق رأسها عن العشب وبصقت السم بالقوة باتجاه عين الرجل اليمنى. من مسافة أربعة أو خمسة أقدام. عالج ريدلي الرجل وتابع حالته حتى تعافت عينه تمامًا، بعد حوالي أسبوع. بعد مناقشة الاستخدامات العلاجية لسم الثعبان، توقع أنه في المستقبل يمكن استخدام السم المخفف أو أحد مكونات السم كمخدر قوي في بعض حالات جراحة العيون.

### الرمشالغذائي
بعد أن أمضى 18 شهرًا في غانا، في عام 1944، نُقل ريدلي إلى الهند ثم إلى بورما، حيث درس وعالج أسرى الحرب السابقين الذين يعانون من سوء التغذية. كتب كاتب سيرته الذاتية ديفيد آبل عن كلمات ريدلي الخاصة: «، تم نقلي إلى رانغون، بورما، حيث بدأت الحياة من جديد. لقد عالجت أكثر من 200 أسير حرب من الحلفاء أُطلق سراحهم في رانغون وسنغافورة ممن عانوا من الرمش الغذائي من بين أسرى ااحرب اليابانيين. عمل العديد من السجناء على سكة حديد بورما. كانوا يعانون من الجوع وسوء المعاملة، وقد أصيبوا بعتمة مركزية مفاجئة، وقد كان يخفف من أعراض المرض النظام الغذائي الجيد حين يكون متاحا. أصيب البعض بضمور العصب البصري، وتعافى بعضهم جزئيًا في غضون ستة أسابيع من إطلاق سراحهم. ومع ذلك، فإن الحالات المتقدمة، على الرغم من اتباع نظام غذائي غني بالفيتامينات، كانت لا رجعة فيها. بعد ذلك كتبت مقالًا عن موضوع الرمش الغذائي». نُشرت ورقته البحثية في عام 1945 مع ملاحظاته التي كانت صائبة. «من غير المؤكد ما إذا كان الاضطراب في المسار البصري ينشأ في الشبكية أو العصب البصري. قد يكون بسبب فشل الشعيرات الدموية القشرية في تغذية طبقات الشبكية الخارجية في الغشاء كبيرًا.»  العلاج الذي استخدمه قد سبق استخدام الفيتامينات المتعددة اليوم في مرضىالتنكس البقعي. كان العلاج منطقيا حيث ظهر المرض مع سوء التغذية، استخدم ريدلي علاجًا متعدد الفيتامينات، وأعادهم إلى نظام غذائي عادي، ثم لاحظ تحسنًا في حالة السجناء. سمحت الحرب في بورما بأول دراسة سكانية كبيرة للأفراد الذين يعانون من الرمش: ما مجموعه أكثر من 500 شخص داخل منطقته، منهم حوالي 200 شخص فحصهم وعالجهم شخصيًا. 

## النادي الدولي لزرع داخل العين
تأسس النادي في عام 1966 من قبل ريدلي وبيتر تشويس،  لتعزيز البحث في مجال زراعة العدسة داخل العين.  في ذلك الوقت كانت هناك معارضة واسعة النطاق من قبل المختصين لاستخدام العدسات داخل العين.  رأى المؤسسون في النادي مكانا يسمح بتبادل الأفكار بحرية ودون عوائق حول تقنيات زراعة العدسات داخل العين. منذ البداية كانت عضويته دولية، ووضع لنفسه دورًا أبويًا واستشاريًا للجمعيات الوطنية الناشئة آنذاك لتطويره في كل بلد لجراحي زراعة العين. ومع ذلك، تم الاعتراف بهذا الدور العالمي فقط مع تغيير الاسم في يوليو 1975، عندما أصبح نادي زراعة داخل العين هو النادي الدولي لزرع داخل العين. 

## مؤسسة ريدلي آي
في عام 1967، أنشأ ريدلي مؤسسة ريدلي، المعروفة باسم مؤسسة ريدلي للعيون،  لجمع الأموال لجراحة المياه البيضاء في البلدان النامية ولعلاج العمى الذي يمكن تجنبه.  وهي منظمة خيرية مسجلة بموجب القانون الإنجليزي،  لا تزال المنظمة نشطة في هذه المجالات اليوم، ولا سيما في الشرق الأوسط. يعمل نجل ريدلي نيكولاس كرئيس لها.

## أواخر حياته
تقاعد ريدلي من خدمة مستشفى (NHS)في عام 1971. 
في التسعينيات خضع لعملية زرع عدسة داخل العين ناجحة في مستشفى سانت توماس من قبل الجراح السيد مايكل فالكون. وهكذا استفاد هارولد ريدلي من اختراعه والعملية الجراحية التي كان رائدًا فيها، لكن أكثر ما أسعده هو أنه أجرى العملية في نفس المستشفى التي أجرى فيها أول عملية لزراعة عدسة داخل العين. 
عاش ريدلي في ستابلفورد بالقرب من سالزبوري، ويلتشير حتى وفاته في 25 مايو 2001. كانت جنازته ودفنه في كنيسة سانت ماري، سوينستيد، لينكولنشاير.

## التقدير والتكريم والجوائز
في الثلاثين عامًا التي تلت زرع أول عدسة باطن العين، تلقى ريدلي القليل من الشكر والتقدير من أقرانه. بدأ هذا يتغير في العشرين سنة الأخيرة من حياته عندما بدأ في الحصول على الاعتراف بالاختراع الذي أعاد البصر لملايين المرضى في جميع أنحاء العالم؛ أخيرًا تم تكريمه بميدالية الفروسية (وأضيف لقب سير إلى اسمه)
في عام 1986، تم انتخاب ريدلي زميلًا في الجمعية الملكية.   كان أول شرف أكاديمي له هو درجة الدكتوراه الفخرية، دكتوراه في الآداب الإنسانية (DHL)، منحتها الجامعة الطبية في ساوث كارولينا ، تشارلستون في عام 1989.
في عام 1992، حصل ريدلي على ميدالية جولستراند (الممنوحة من الجمعية السويدية للطب) التي سميت على اسم جراح العيون السويدي الشهير ألفار جولستراند.
في عام 1994، حصل على وسام غونين (الذي منحه نادي جول غونين، لوزان سويسرا) الذي سمي على اسم جراح الشبكية السويسري الشهير جول غونين.
في أبريل 1999، في الاجتماع السنوي للجمعية الأمريكية لجراحة الساد والجراحة الانكسارية في سياتل، واشنطن، تم تكريم ريدلي في جلسة خاصة بالذكرى السنوية كواحد من أبرز أطباء العيون وأكثرهم تأثيرًا في القرن العشرين. في وقت لاحق من نفس العام، في اجتماع 1999 للجمعية الأوروبية لطب العيون (ستوكهولم، يوليو 1999) تم تكريمه؛ ومرة أخرى في الاجتماع السنوي للجمعية الأوروبية لجراحة الساد وجراحة الانكسار (فيينا، سبتمبر 1999).
تم الإعلان عن قائمة الشرف للعام الجديد 2000 للمملكة المتحدة ونيوزيلندا، التي تم الإعلان عنها في 31 ديسمبر 1999، والتي تضمنت ريدلي كواحد من خمسة وأربعين شخصًا مُنحوا شرف بكالوريوس الفارس، «للخدمات الرائدة في جراحة الساد». بعد ذلك، في حفل أقيم في فبراير 2000، منحته الملكة لقب فارس في قصر باكنغهام. كان تكريم الألفية هذا تتويجًا لسنوات من الضغط من قبل كاتب سيرة ريدلي (ديفيد جي أبل) وأصدقاءه من الجراحين البارزين مثل إيمانويل روزين وتوماس نوهان، جنبًا إلى جنب مع قادة صناعة الأجهزة الطبية للعيون مثل دونالد جي مونرو، رئيس مجلس الإدارة والعضو المنتدب لشركة راينر في برايتون أند هوف، المملكة المتحدة. 

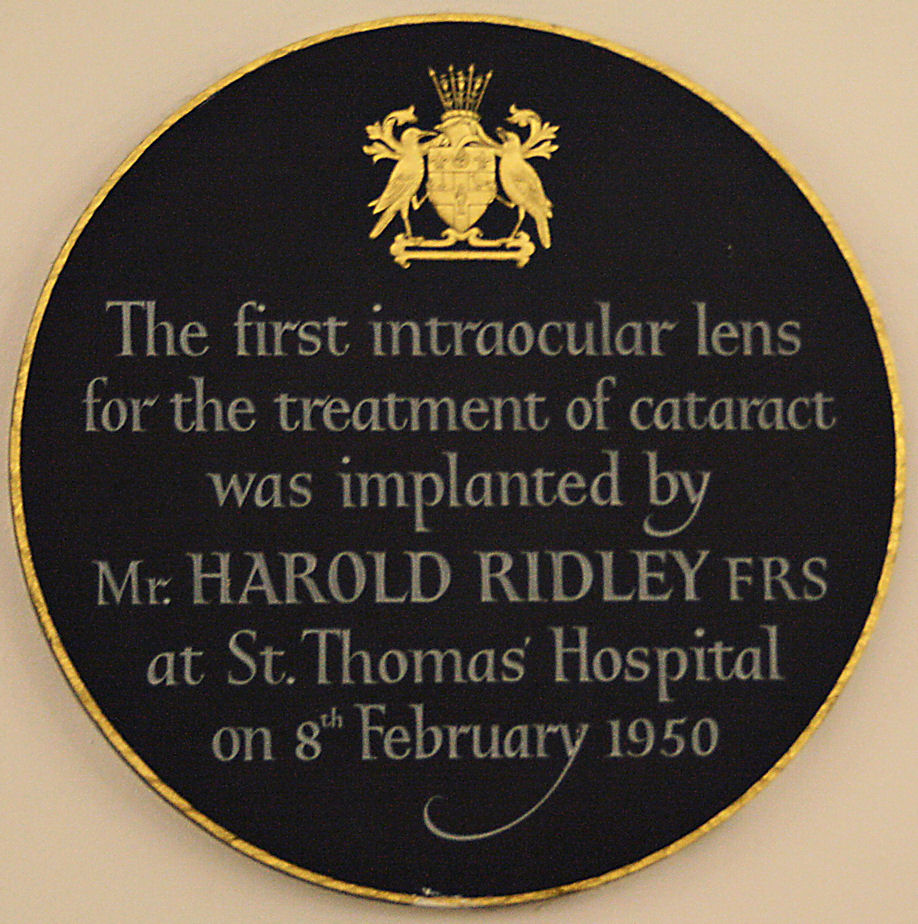
أول إدخال دائم للعدسة داخل العين ، 8 فبراير 1950

في عام 2001 تم تركيب لوحة في مستشفى سانت توماس بلندن لإحياء ذكرى أول عملية زرع لعدسة العين. توفي ريدلي في نفس العام، في سالزبوري، ويلتشير.
في سبتمبر 2010، أصدر البريد الملكي سلسلة من الطوابع البريدية التذكارية بمناسبة «الاختراقات الطبية». صممه هوارد براون، يصور الطابع 67 بكسل جراحة زرع عدسة اصطناعية كان رائدها السير هارولد ريدلي 1949.
تم تركيب لوحة زرقاء تراثية للاحتفال بذكرى عمله الرائد في كيبورث هاركورت، ليسيسترشاير في 18 فبراير 2012، وذلك بفضل البحث الذي أجراه بوب هاجرتي، وهو مقيم محلي لديه عدسة داخل العين مثبتة، وبدعم من فريق كيبورث للتطوير (KiT)، باشتراك أفراد محليين.
لوحة تذكارية لذكرى ريدلي مثبتة في حدائق جامعته ، كلية بيمبروك ، كامبريدج، مكتوب عليها: مشى ريدلي «RIDLEY'S WALK / تم وضع هذه اللوحة في ذكرى السير هارولد ريدلي 1906-2001 / رائد جراحة العدسات داخل العين، خريج وداعم هذه الكلية / بعد سلفه المطران نيكولاس ريدلي، 1540-1553 / استشهد 1555 سمي هذا المسار تبعا للتقاليد».
في عام 2013، تم تضمين لمحة عن السيرة الذاتية لريدلي في كتاب بعنوان حفظ البصر (Saving Sight): نظرة جراح العيون إلى الحياة خلف القناع والأبطال الذين غيروا الطريقة التي نرى بها، بواسطة آندرو لام.

## السينما والتلفزيون
في 6 يناير 2016، خلال برنامج بي بي سي 1 التلفزيوني (The One Show)، تم عرض فيلم قصير حول الرابط بين جوردون كليفر والسير هارولد ريدلي. باستخدام فيلم أرشيفي ومواد فوتوغرافية ومقابلة مع نجل السير هارولد نيكولاس، تحدث مايكل موسلي عن «لحظة يوريكا» التي أدت إلى اختراع العدسة داخل العين. تم إنتاج الفيلم بواسطة (ICON Films of Bristol).

## روابط خارجية
- مؤسسة ريدلي آي
- موقع haroldridley.com حول السيرة الذاتية بواسطة David J. Apple ، MD
- ملف شخصي «ذو رؤية معترف به» بمناسبة الذكرى المئوية لميلاده في صحيفة التايمز في 22 سبتمبر 2006
- «رائد في السعي للقضاء على العمى في العالم» في نشرة منظمة الصحة العالمية 2003
- «لقد غير العالم - حتى نراه أفضل» في Arquivos Brasileiros de Oftalmologia فبراير 2002
- ولادة عدسة العين وتاريخ راينر، الشركة المصنعة لأول عدسة IOL
- "Harold Ridley and the Invention of IOL" in Survey of Ophthalmology يناير 1996